# X+2
Moreno Veloso, Domenico Lancelotti e Alexandre Kassin são músicos cariocas e formam um trio que permuta o artista à frente de cada projeto. Ficaram conhecidos pelo nome "X+2", sendo "X" igual o nome do artista principal do álbum.

## História
Moreno e Domenico participaram de um grupo de músicos bastante influente no cenário independente do Rio de Janeiro, idos dos anos 90, juntamente com Maurício Pacheco (ex-vocalista do Mulheres Q Dizem Sim e atualmente no projeto de Marcelo Yuka, o FURTO), Pedro Sá (ex-guitarrista do Mulheres Q Dizem Sim e atualmente na Orquestra Imperial e na banda de Caetano Veloso) e Kassin (então guitarrista do Acabou La Tequila). Em todos os trabalhos do projeto há referências sobre esse grupo de pessoas que, até hoje, circundam o projeto, como por exemplo a regravação de "Eu Sou Melhor Que Você", do repertório do Mulheres Q Dizem Sim ou a canção "O Sal do Pedro Sá", presente no CD Futurismo.
Moreno, filho de Caetano Veloso, conheceu Domenico, filho do compositor Ivor Lancelotti no colégio, do mesmo modo como conheceu Pedro Sá. Por meio de Pedro, Kassin pôde conhecer Moreno e Domenico. Domenico atuou como baterista no "Mulheres Q Dizem Sim" e em respeitados grupos de música brasileira, como o Quarteto em Cy e o Jobim-Morelembaum, banda que acompanhou a última turnê de Tom Jobim. Kassin, com o fim do "Acabou La Tequila", passou a atuar como produtor, destacando-se no cenário independente.

## X+2
Após o lançamento do primeiro disco, Máquina de Escrever Música, Moreno, Kassin e Domenico passaram a participar em álbuns como O Som do Sim, de Herbert Vianna, e Cantada, de Adriana Calcanhotto. O último projeto do trio, além do lançamento de Futurismo, foi o encontro com a cantora e compositora Adriana Calcanhotto, onde usam entre os mesmos o nome de '+3' ou '+ela', apesar das apresentações constarem como 'Adriana Calcanhotto, Moreno Veloso, Domenico e Kassin' e também na Orquestra Imperial.[carece de fontes?]

### Moreno +2
Em 2000, o primeiro CD lançado foi Máquina de Escrever Música, com Moreno Veloso liderando o projeto, o qual tinha como foco dramático a voz e o violão de Moreno. O disco fora lançado pelo selos "ROCKiT!" e "Luaka Bop", de David Byrne. Vários recursos musicais apresentados são inusitados, como tubos ou video-games portáteis. Composições de Moreno e algumas regravações como Eu sou melhor que você, de Maurício Pacheco, e I'm Wishing, do filme Branca de Neve e Os Sete Anões, encontram-se misturadas com timbres de pás de ferro, percussão eletrônica e pelo imponderável teremim, o "avô" de todos os sintetizadores da atualidade. O projeto ainda se apresentou no extinto Free Jazz (atual Tim Festival), chegando a receber uma vaia - inicial - de um público que não estava acostumado com a estética do projeto. O disco foi incluído no livro 1001 discos para ouvir antes de morrer, do co-fundador da revista americana Rolling Stones.

### Domenico +2
Em 2003, o projeto teve Domenico à frente. Com Sincerely Hot, permanece o resgate de elementos da MPB, porém o experimentalismo e a mistura com a música eletrônica aparecem mais pertinentemente. As letras de Domenico destacam-se pelo compromisso com a ironia. Kassin, terceiro elemento do grupo, foi o responsável pela produção de Sincerely Hot, dividida em alguns momentos com artistas como Lenine, Marisa Monte, Bebel Gilberto, Arto Lindsay, Caetano Veloso e Jorge Mautner. Assim como Máquina de Escrever Música, o segundo trabalho do trio fora lançado no Japão e na Europa, locais onde se apresentaram em inúmeros festivais.

### Kassin +2
Em 2006, com Kassin à frente, sai o terceiro disco do trio (lançado primeiramente no Japão): Futurismo. O trabalho foi o que mais chamou a atenção midiática para o projeto, uma vez que Kassin, como produtor, estava, à época, envolvido com vários projetos musicais, criando assim uma referência para os meios de comunicação. Futurismo chegou ao Brasil no final do mesmo ano pelo selo de Kassin, o "Ping Pong Discos". Com seis faixas a menos do que a versão japonesa e nove a menos do que a versão inglesa, Futurismo conta com participações especiais, como João Donato, Jorge Mautner, Adriana Calcanhoto, Los Hermanos, Berna Ceppas entre outros.

## Discografia
- Moreno +2 - Máquina de Escrever Música (2000)
- Domenico +2 - Sincerely Hot (2003)
- Kassin +2 - Futurismo (2006)
- Domenico Kassin Veloso +2 - Imã (2009)

## Participações
- "Um Truque", do álbum O Som do Sim (1997), de Herbert Vianna.
- "Programa", do álbum Cantada (2001), de Adriana Calcanhotto.
- "Estrelar", "O Cafona" e "Sincerely Hot", no DVD "Conecta - Ao Vivo no Cinematéque", de Marcos Valle.